# Pedilochilus sulphureus
Pedilochilus sulphureus är en orkidéart som beskrevs av Johannes Jacobus Smith. Pedilochilus sulphureus ingår i släktet Pedilochilus och familjen orkidéer. Inga underarter finns listade i Catalogue of Life.